# Venus y Cupido ladrón de miel

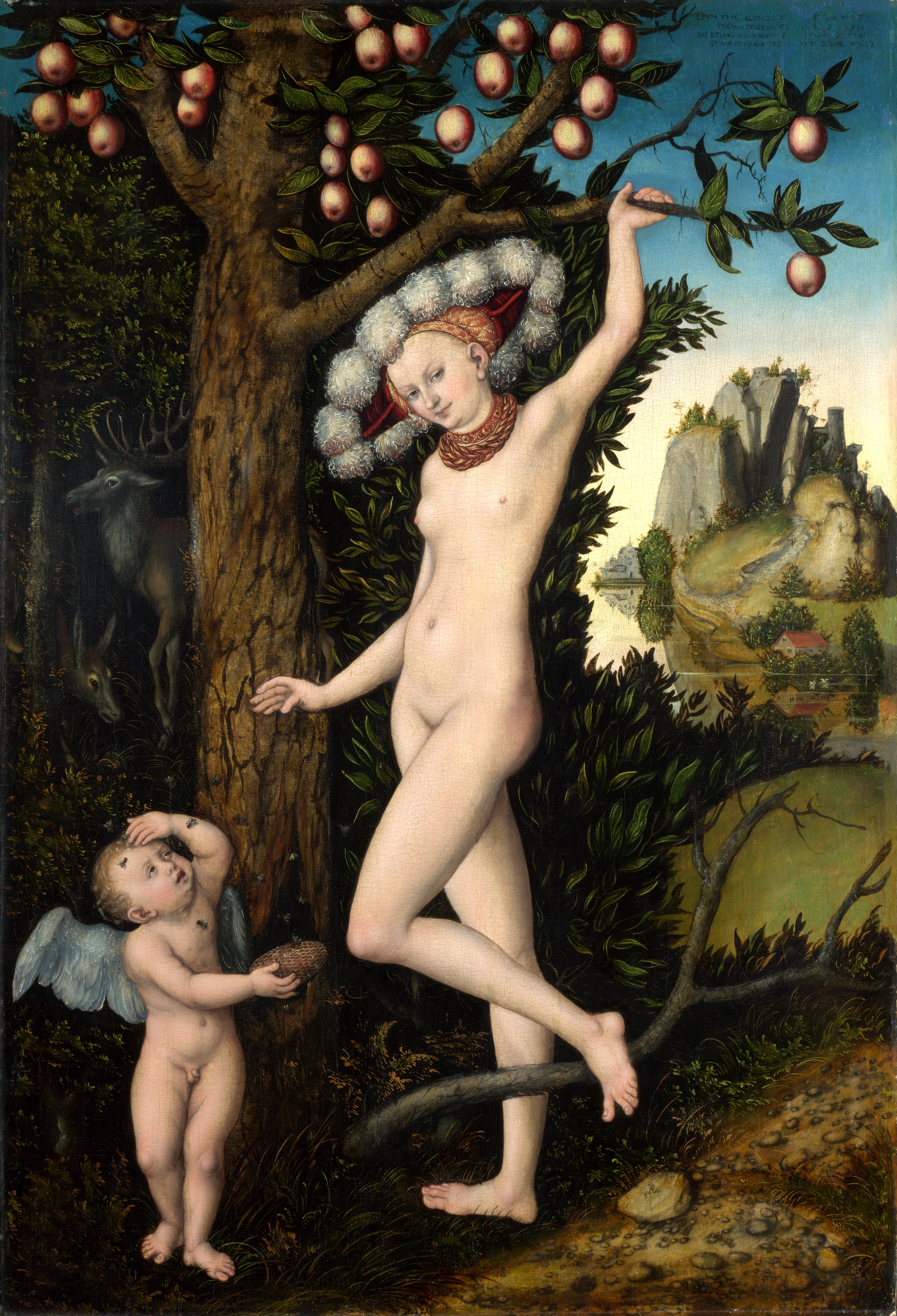
Lucas Cranach el Viejo, Venus y Cupido ladrón de miel, c. 1526-27, Galería Nacional, Londres.

Venus y Cupido ladrón de miel es una pintura al óleo de Lucas Cranach el Viejo. Casi veinte trabajos similares de Cranach y su taller se conservan, desde la versión datada más temprana en el Palacio de Güstrow de 1527 a una en la Burrell Collection, Glasgow, datada en 1545, con las figuras en una variedad de poses y difiriendo en otros detalles. El Museo Metropolitano de Arte observa que el elevado número de versiones existentes sugiere que esta fue una de las composiciones de Cranach más exitosas.
Una versión adquirida por la Galería Nacional, Londres en 1963 es quizás el ejemplo más temprano. A pesar de que está sin fechar, los expertos la han datado hacia c.1526-7. Es más elaborada que las otras, y en un formato más grande que la mayoría, excepto la versión de Güstrow de tamaño similar y una versión más grande (a tamaño natural) en la Galeria Borghese, Roma datada en 1531. Cranach había pintado a Venus y Cupido juntos desde al menos su pintura de 1509 conservada en el Museo del Hermitage, San Petersburgo.

## Pintura de la Galería nacional
El trabajo en la Galería Nacional fue originalmente pintado sobre tabla de madera. La pintura no está fechada, pero Koepplin y Falk ha sugerido una fecha de 1526-7. Conocida en alemán como Venus mit Amor als Honigdieb ("Venus con Cupido como ladrón de miel"), describe a los dos dioses clásicos del amor, desnudos ante un paisaje verde bajo un cielo azul. El trabajo ha sido interpretado como una alegoría del placer y dolores del amor, y posiblemente también un aviso de los riesgos de las enfermedades venéreas.  
Cupido es un niño alado a la izquierda de un manzano con manzanas rojas. Sostiene un panal, tomado de un agujero en la parte inferior del tronco del árbol. Está siendo atacado por las abejas, enfurecidas por el robo de su tesoro dulce. Venus aparece como una dama voluptuosa a la derecha del árbol. Agarra una rama con su mano izquierda, la pierna levantada hace que el muslo oculte el pubis pues su pie izquierdo está rebasando la raíz delante de ella. Una piedra bajo el pie alzado de Venus tiene inscrita la serpiente alada con un anillo en su boca, el emblema heráldico concedido a Cranach por Federico el Sensato en 1508. Venus solo lleva, a la moda cortesana alemana de la época, un sombrero de tela roja sobre una redecilla dorada recogiendo el cabello, decorado con un círculo ancho de penachos de avestruz, y dos collares de oro: una cadena y una gargantilla. La pose de Venus, y las manzanas, recuerdan a las pinturas de Eva de Cranach. Tal vez una alusión al pecado original, pues el amor carnal siempre tiene en la mentalidad cristiana un matiz pecaminoso, debido a la concuspicencia.
Al fondo, un ciervo y una cierva entre los árboles del bosque espeso a la izquierda, y fortificaciones arriba y junto a un afloramiento rocoso a la derecha que se refleja en el agua de un río o lago.
El tema procede del Idilio XIX "Keriokleptes" ("El ladrón del panal") atribuido al poeta griego antiguo Teócrito, en el que Cupido se queja de las dolorosas picaduras causadas por las abejas, y Venus riendo las compara con los dardos agridulces que el propio Cupido dispara. El texto fue traducido al alemán por primera vez en los años 1520, y el tema puede haber sido sugerido a Cranach por un mecenas alemán. En la parte superior derecha hay una inscripción en latín con las palabras escritas en negro directamente sobre el cielo azul, haciéndolo difícil de leer, pero también sugiriendo que esta puede ser la versión más antigua de la pintura, pues las versiones posteriores colocan la inscripción en una tablilla blanca. La inscripción en cuatro líneas está tomada de las traducciones latinas de Teócrito, atribuidas tanto a Ercole Strozzi y Philip Melanchthon o a Georg Sabinus:
| Texto latino | Reconstrucción | Traducción inglesa |
| --- | --- | --- |
| DVM PVER ALVE[...] EN C[...] FVRAN[...] DIGITVM CV[...]ES SIC ETIAM [...] BREVI[...]TA QVAM [...]IMVS TRI[...]T[...] DOLOR N[...]ET | DVM PVER ALVEOLO FVRATVR MELLA CVPIDO FVRANTI DIGITVM CVSPIDE FIXIT APIS SIC ETIAM NOBIS BREVIS ET PERITVRA VOLVPTAS QUAM PETIMVS TRISTI MIXTA DOLORE NOCET | Cuando Cupido robaba miel de la colmena Una abeja picó al ladrón en el dedo Y así buscamos placeres transitorios y peligrosos Que se mezclan con la tristeza y nos traen dolor |

La pintura aplicada es tiza de carbonato de calcio pulverizada unida con pegamento, mezclada con albayalde. Aún se pueden apreciar rastros del dibujo base en rojo. Los pigmentos utilizados incluyen azurita y blanco de plomo para el cielo azul, amarillo de plomo-estaño y verdigris para las hojas verdes, blanco de plomo con laca roja y bermellón para las manzanas rojas, con puntos destacados amarillos de amarillo de plomo-estaño, y pintura negra para los contornos.
En junio de 1962 los hermanos Thorp de Nueva York lo transfirieron a un soporte de masonita, con la parte posterior chapada con listones de caoba para parecerse a la original tabla de madera. Ahora mide 82,1 cm por 55,8 cm. Fue limpiado y restaurado en julio de 1963.

## Historia
La procedencia de la versión de la Galería Nacional se desconoce desde su creación en el siglo XVI hasta su venta como parte de la colección del coleccionista de arte de Fráncfort Emil Goldschmidt después de su muerte en 1909.  
En esa venta de 1909, pudo haber sido adquirida por un empresario de Chemnitz, Hans Hermann Vogel, y más tarde vendida por su viuda en 1935 al presidente del Reichsverbandes der deutschen Automobilindustrie (Asociación alemana de la Industria Automotriz), Robert Allmers, cuando fue descrita como trabajo de Lucas Cranach titulado Venus und Amor als Honigdieb. Pudo haber sido adquirido por Adolf Hitler hacia 1937; de hecho, puede ser el Cranach que Hitler compró utilizando las regalías de su libro de 1925 Mein Kampf. Parece ser el trabajo de Cranach fotografiado en la colección privada de Hitler en Berchtesgaden.   
La pintura fue adquirida en circunstancias confusas por la corresponsal de guerra estadounidense Patricia Lochridge Hartwell en 1945. Según relatos posteriores, soldados estadounidenses que custodiaban un almacén en el sur de Alemania le permitieron seleccionar una obra y llevársela. La pintura fue vendida a través de E. & A. Silberman en Nueva York en 1962, y comprada por la Galería Nacional al año siguiente.

La procedencia de la pintura de 1909 a 1945 es incierta. En 2006 fue identificada como posible expropiación del saqueo nazi. Los herederos de los dueños originales podrían por ello reclamarla.

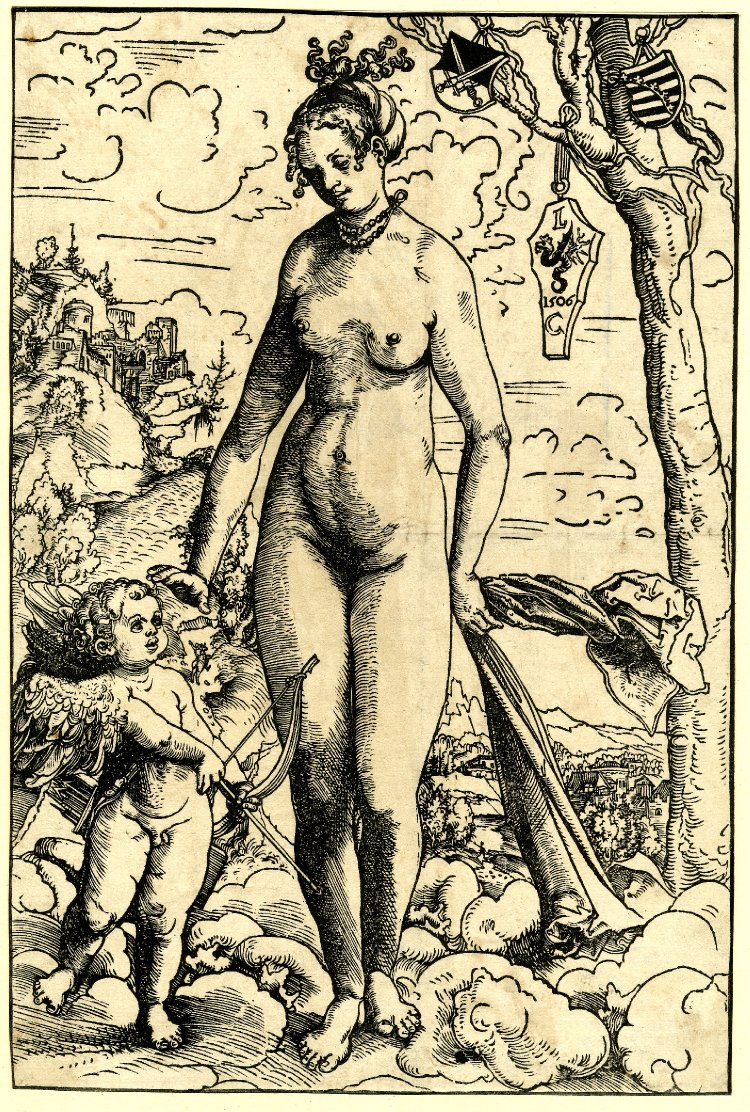
Venus y Cupido, xilografía; 1508-09.
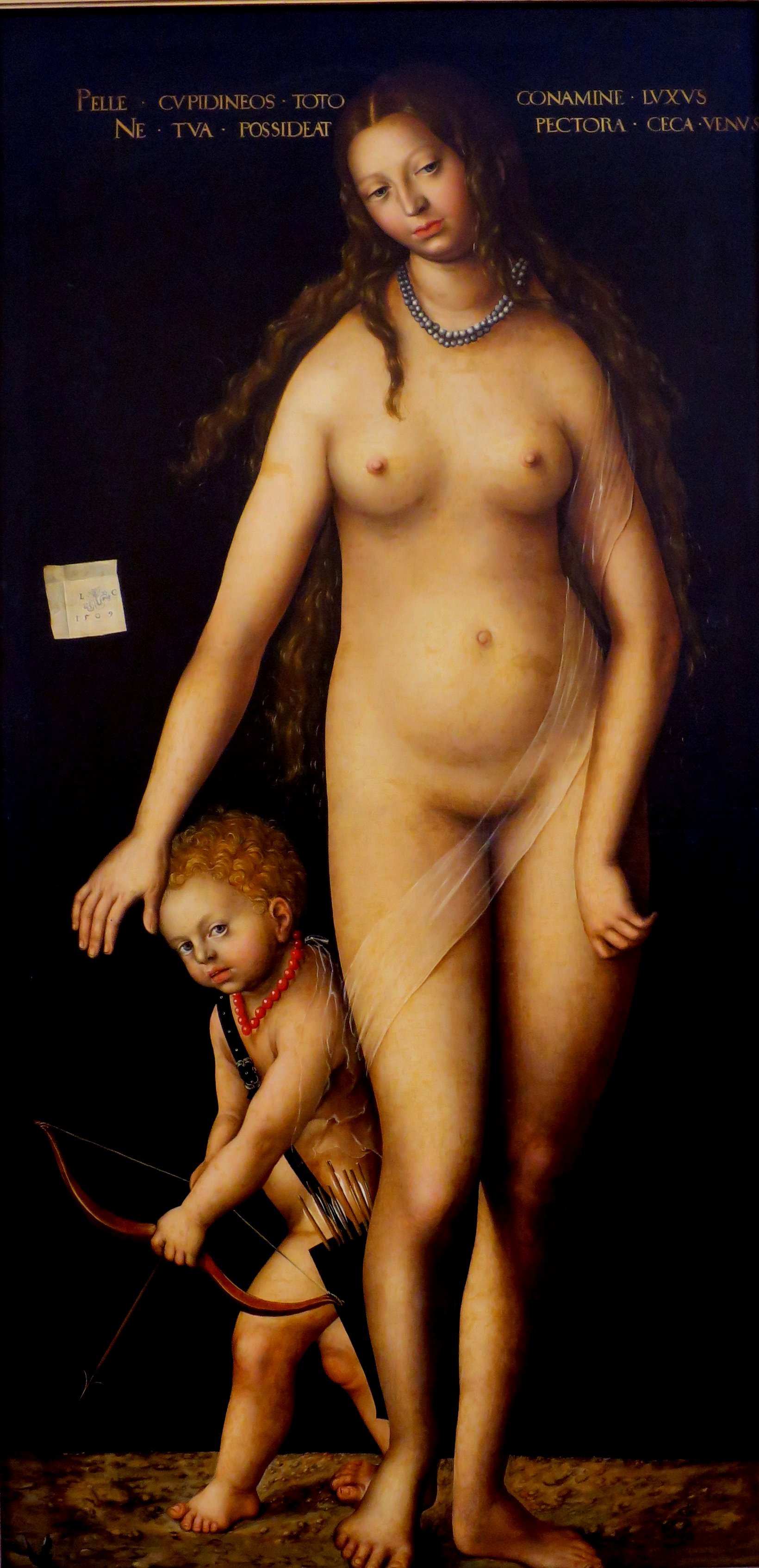
Venus y Cupido, Hermitage, 1509.
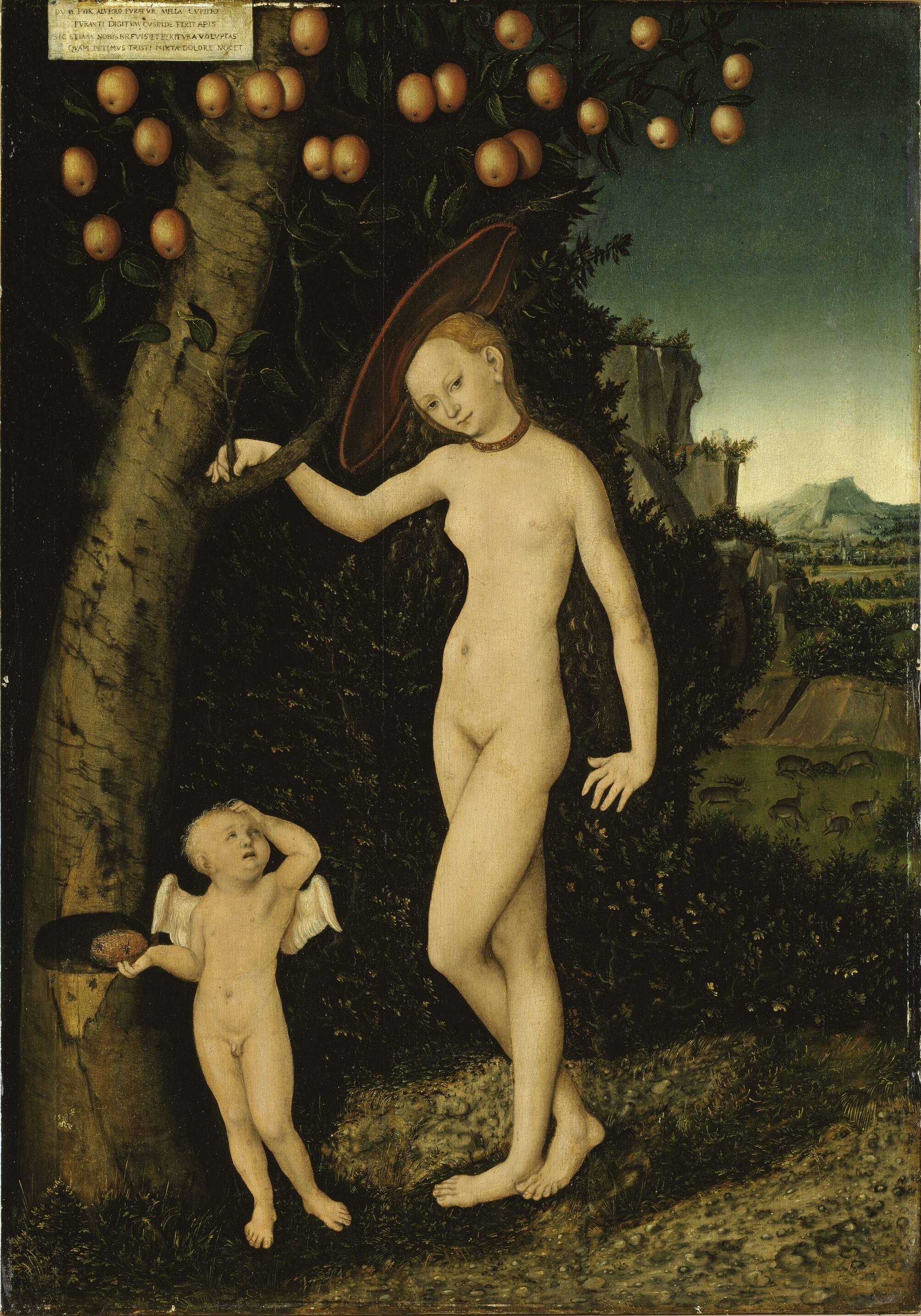
Versión en el palacio de Güstrow, 1527.
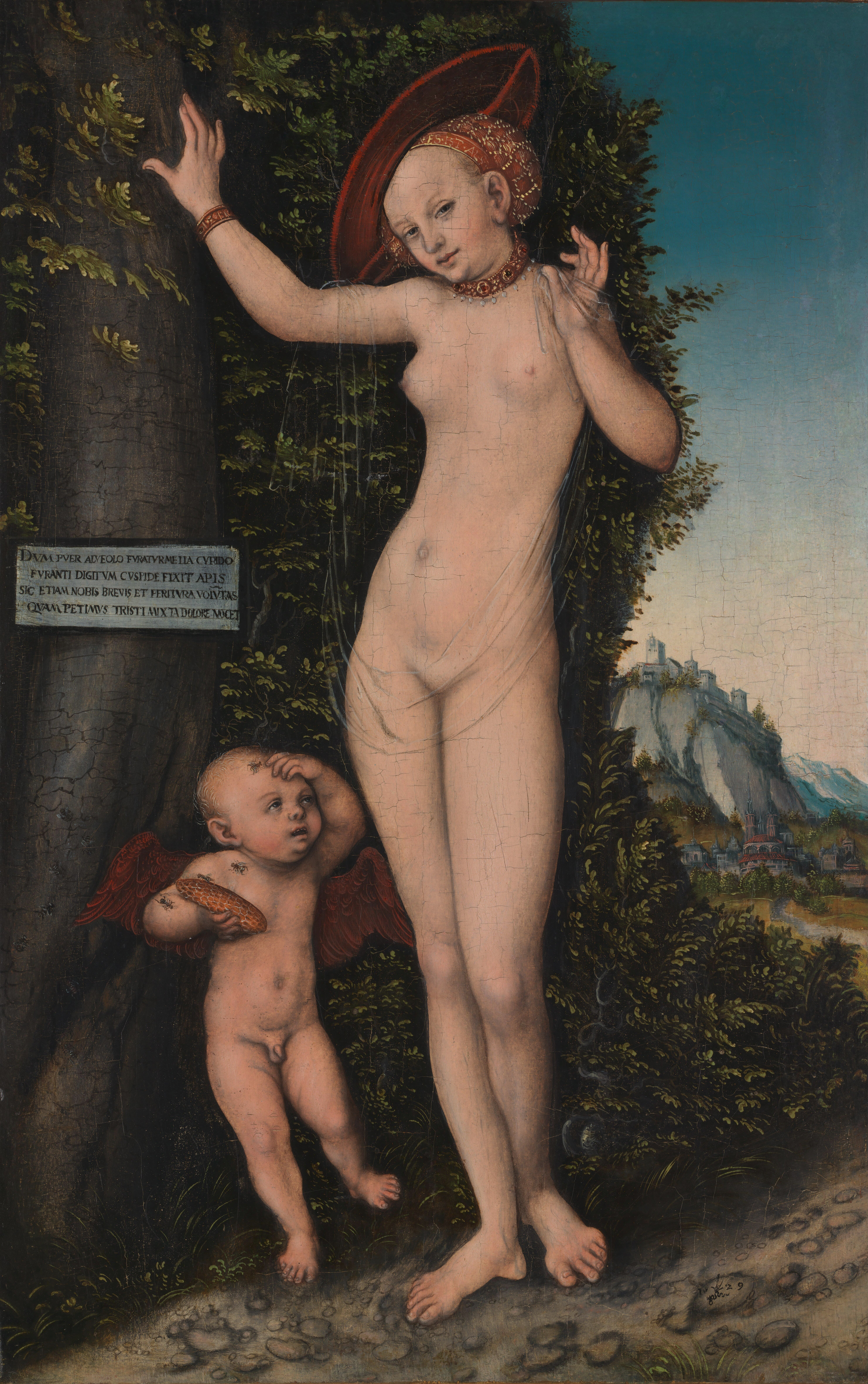
Galería Nacional, Londres, 1529.
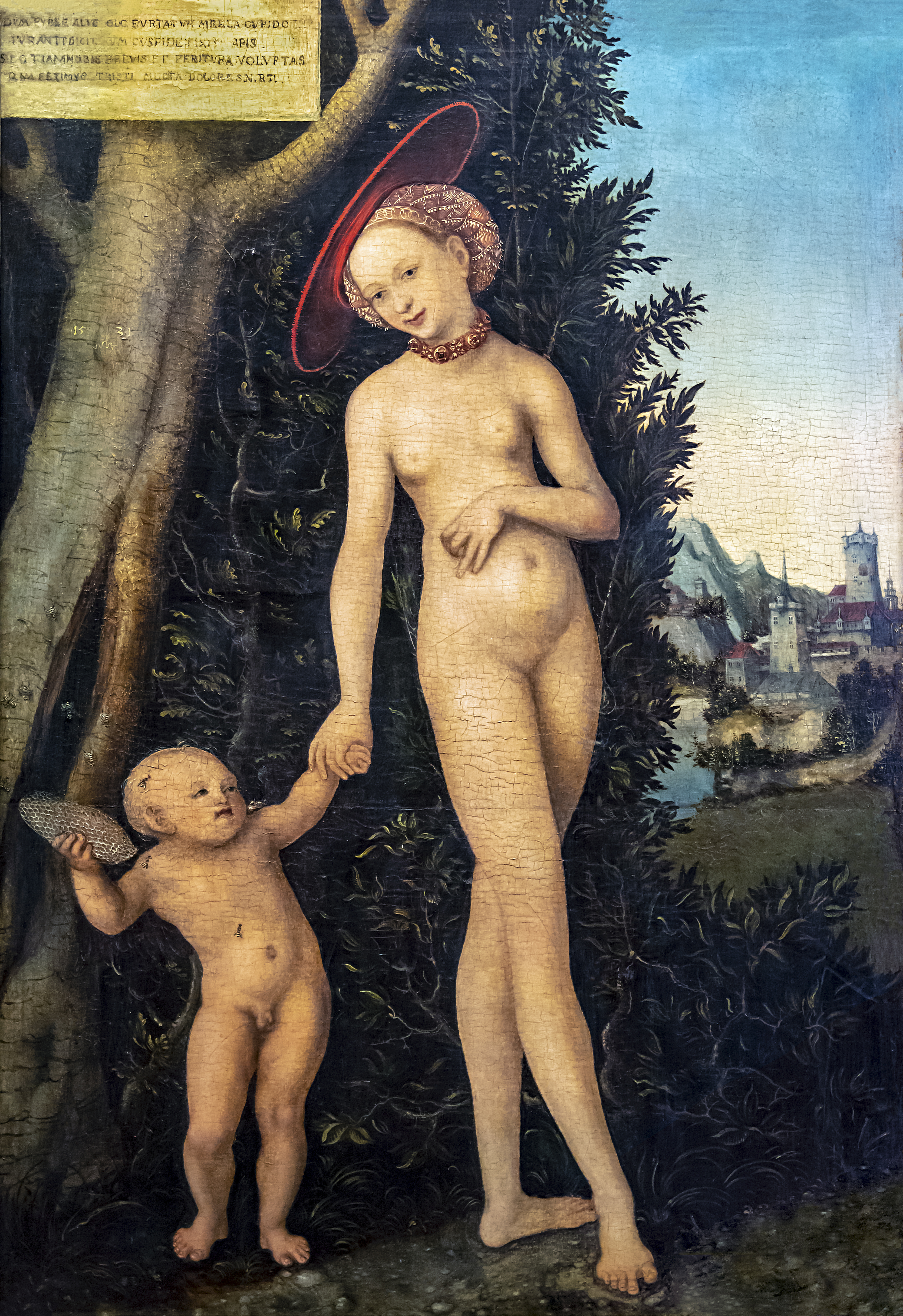
Versión en la Fondation Bemberg Toulouse, 1531.
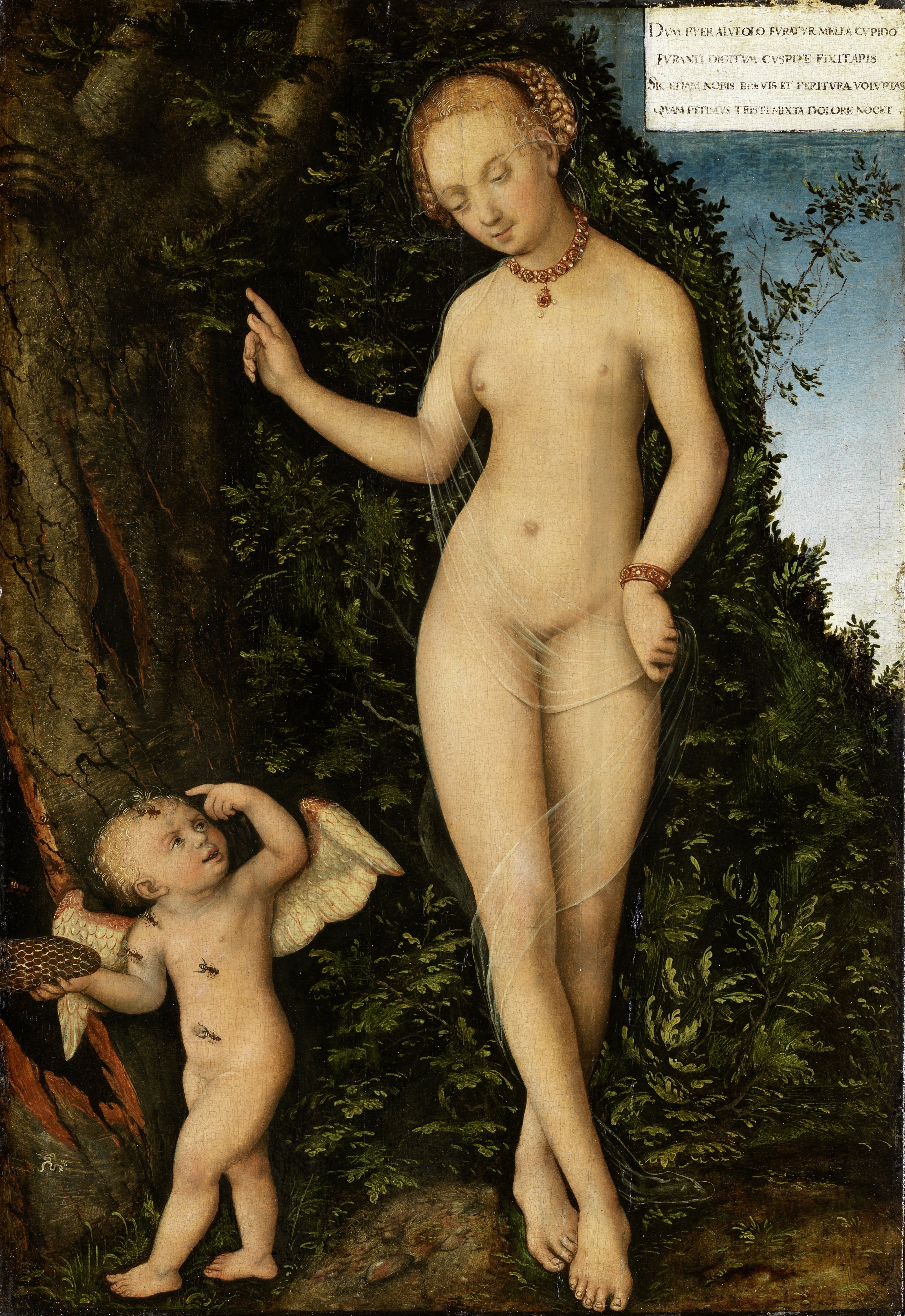
Versión en el Germanisches Nationalmuseum, Nuremberg, 1537.
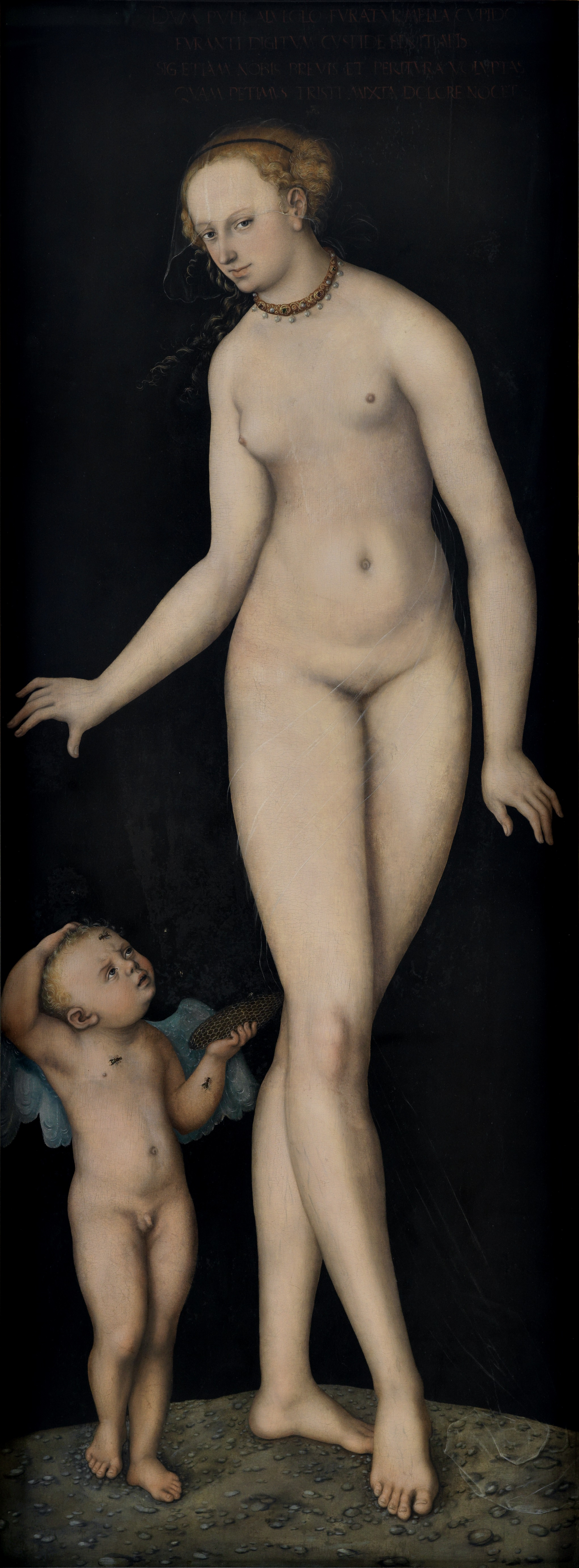
Versión en el Germanisches Nationalmuseum, Nuremberg, después de 1537.
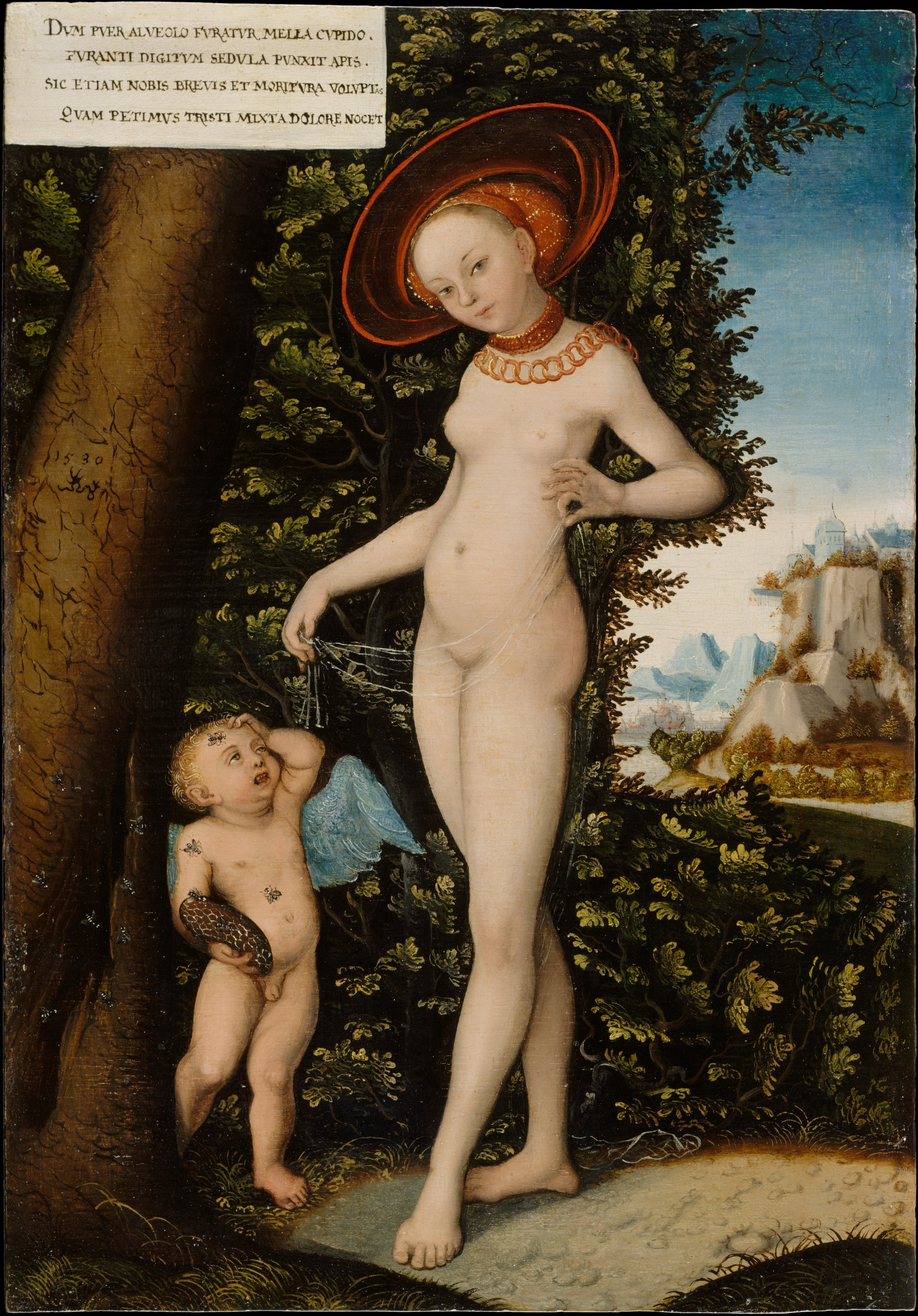
Museo Metropolitano de Arte, seguidor de Lucas Cranach, 1580-1620.
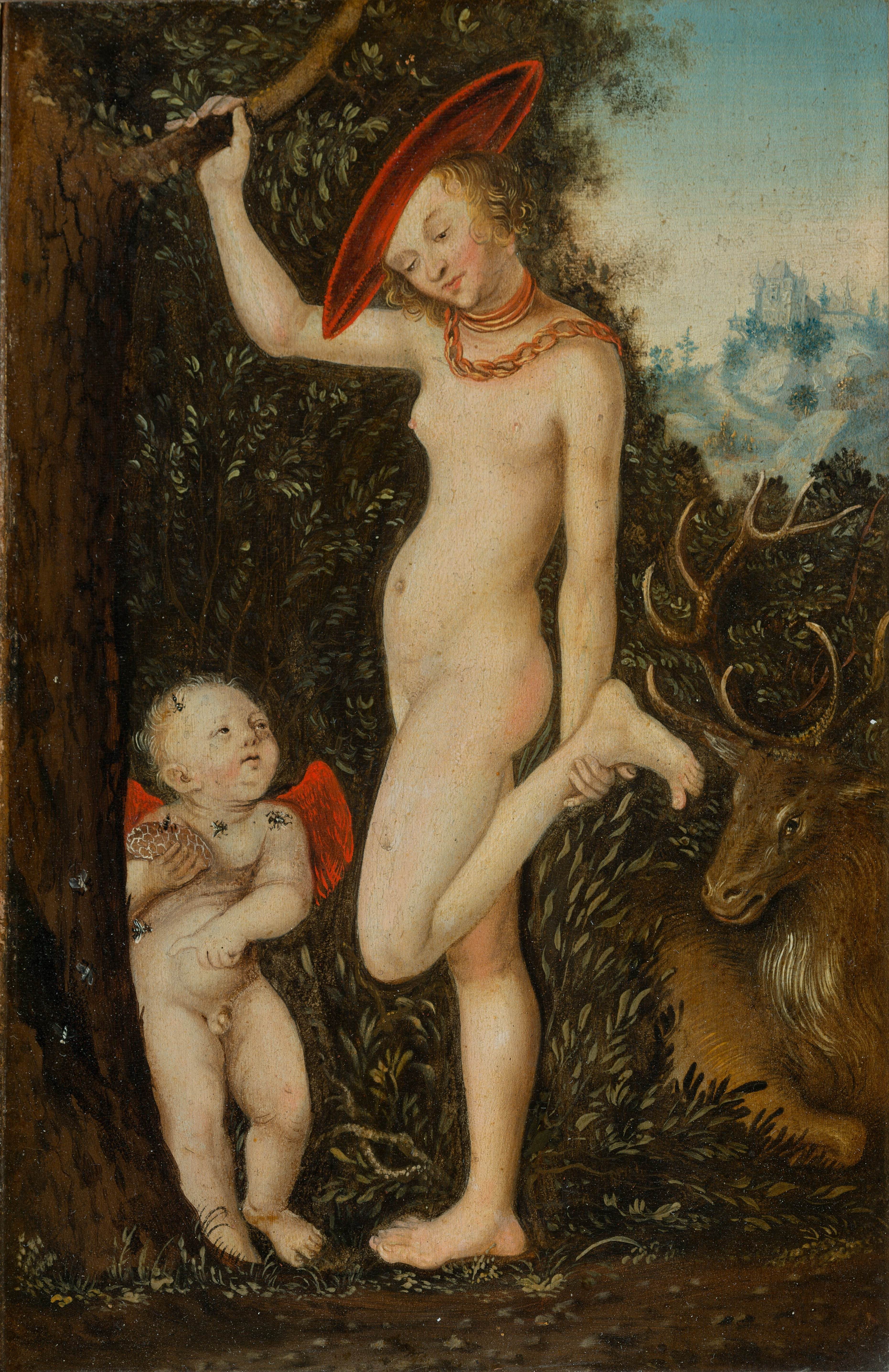
Praga, seguidor de Lucas Cranach, 1575-1615.
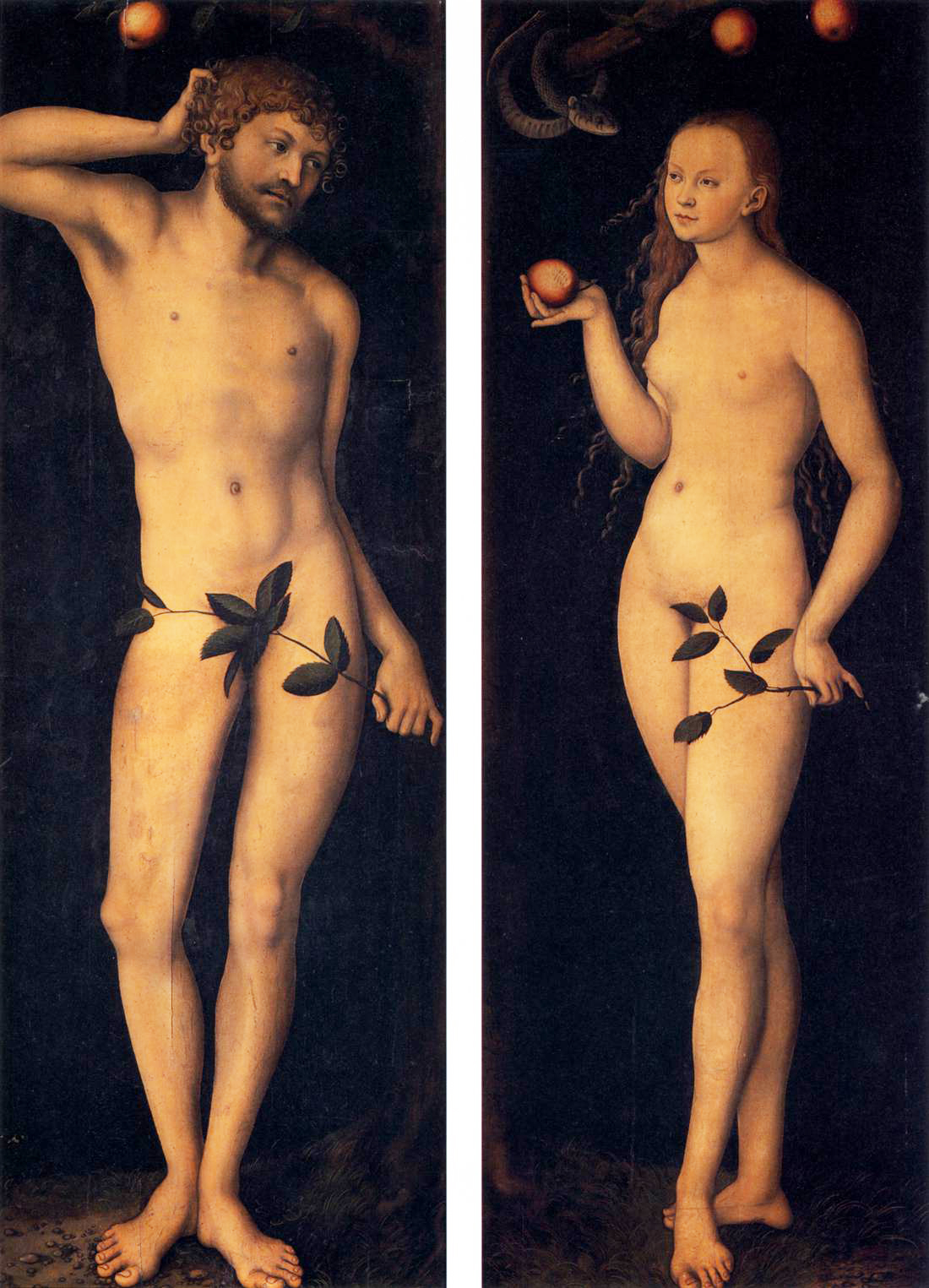
Adán y Eva, galería Uffizi, Florencia ca. 1528